# Utricularia pubescens
Utricularia pubescens es una especie de planta carnívora perteneciente a la familia Lentibulariaceae. Es el único miembro de Utricularia sect. Lloydia. 

## Descripción
Utricularia pubescens es una planta carnívora de pequeño a mediano tamaño, probablemente anual , terrestre o litófita. Esta especie posee pequeñas hojas peltadas, que son el diagnóstico para esta especie en el género.

## Distribución y hábitat
U. pubescens es originaria de la India, África tropical y Centroamérica y Sudamérica. Crece como una planta terrestre o en praderas pantanosas litófitas en suelos de turba húmedos en altitudes desde el nivel del mar hasta los 1900 metros. 

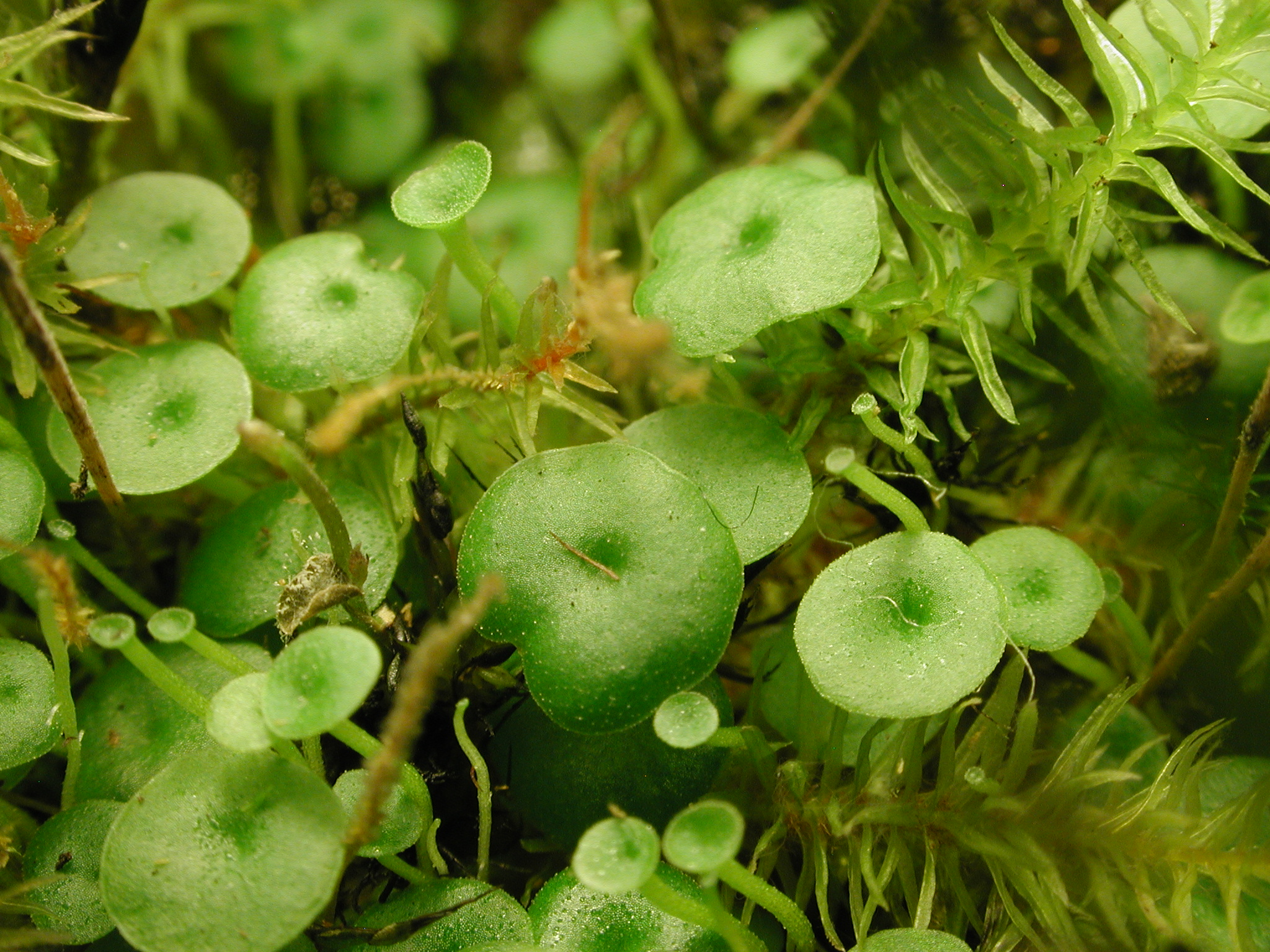
Hojas de Utricularia pubescens

## Taxonomía
Utricularia pubescens fue descrita originalmente por James Edward Smith en 1819 y ubicado en su propia sección, Lloydia, por Peter Taylor en 1986. y publicado en The Cyclopaedia or, universal dictionary of arts, . . . 37: no. 53. 1818[1819].
Etimología
Utricularia: nombre genérico que deriva de la palabra latina utriculus, lo que significa "pequeña botella o frasco de cuero".
pubescens: epíteto latino que significa "peluda".
Sinonimia
- Utricularia connellii N.E.Br.
- Utricularia deightonii Lloyd & G. Taylor
- Utricularia fernaldiana Lloyd & G. Taylor
- Utricularia graniticola A. Chev. & Pellegr.
- Utricularia hydrocotyloides Lloyd & G. Taylor
- Utricularia papillosa Stapf
- Utricularia peltata Spruce
- Utricularia peltatifolia A. Chev. & Pellegr.
- Utricularia puberula Benj.
- Utricularia regnellii Sylvén
- Utricularia sciaphila Tutin
- Utricularia subpeltata Steyerm.
- Utricularia thomasii Lloyd & G. Taylor
- Utricularia venezuelana Steyerm.[5]